# 共产主义青年运动
共产主义青年运动（荷蘭語：Communistische Jongeren Beweging）是荷兰的一个独立的共产主义青年组织。该组织成立于2003年9月21日，被认为是荷兰新共产党原来的青年翼荷兰新共产党青年的延续。该组织以马克思列宁主义为指导思想。该组织的总部位于阿姆斯特丹。该组织是世界民主青年联盟的成员。该组织曾派代表参加欧洲共产主义青年组织会议。